# Machaerina tetragona
Machaerina tetragona là loài thực vật có hoa trong họ Cói. Loài này được (Labill.) T.Koyama mô tả khoa học đầu tiên năm 1956.